# 1977年欧洲超级杯
1977年欧洲超级杯由1976–77年歐洲盃賽冠軍盃冠军汉堡对阵1976–77年欧洲冠军杯冠军利物浦，后者以总比分7-1夺冠。